# Cité d'Albany
Pour l’article homonyme, voir Albany.
La Cité d'Albany (City of Albany en anglais) est une zone d'administration locale sur la côte sud de l'Australie-Occidentale en Australie à environ 410 kilomètres au sud-sud-est de Perth, la capitale de l'État. 
La zone est divisée en un certain nombre de localités:
| - Albany - Bayonet Head - Big Grove - Centennial Park - Collingwood Heights - Collingwood Park - Elleker - Emu Point - Frenchman Bay - Gledhow - Goode Beach - Kalgan - King River - Lange - Little Grove - Lockyer - Lower King | - McKail - Milpara - Mira Mar - Mount Clarence - Mount Elphinstone - Mount Melville - Orana - Port Albany - Robinson - Seppings - Torbay - Walmsley - Warrenup - Wellstead - Willyung - Yakamia |

La zone a 14 conseillers et est découpée en 7 circonscriptions qui élisent chacune deux conseillers:
- Breaksea
- Frederickstown (Albany centre)
- Hassell
- Kalgan
- Vancouver
- West
- Yakamia.